# Norwegisches Olympisches Museum

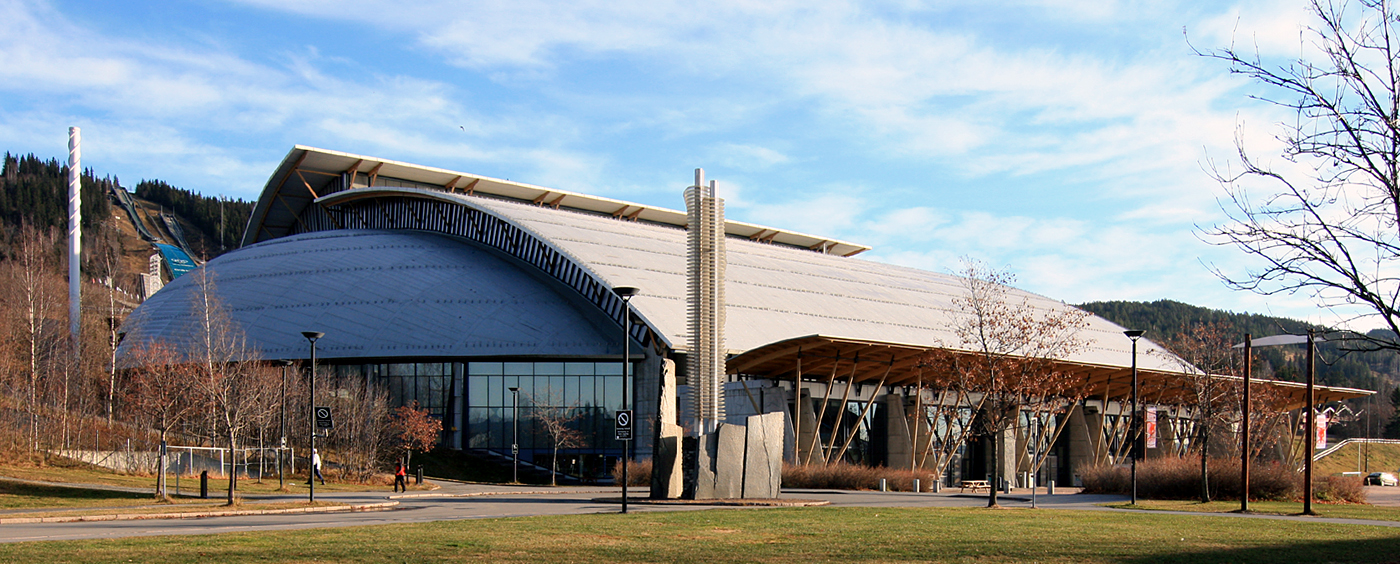
Håkons Hall, Lillehammer

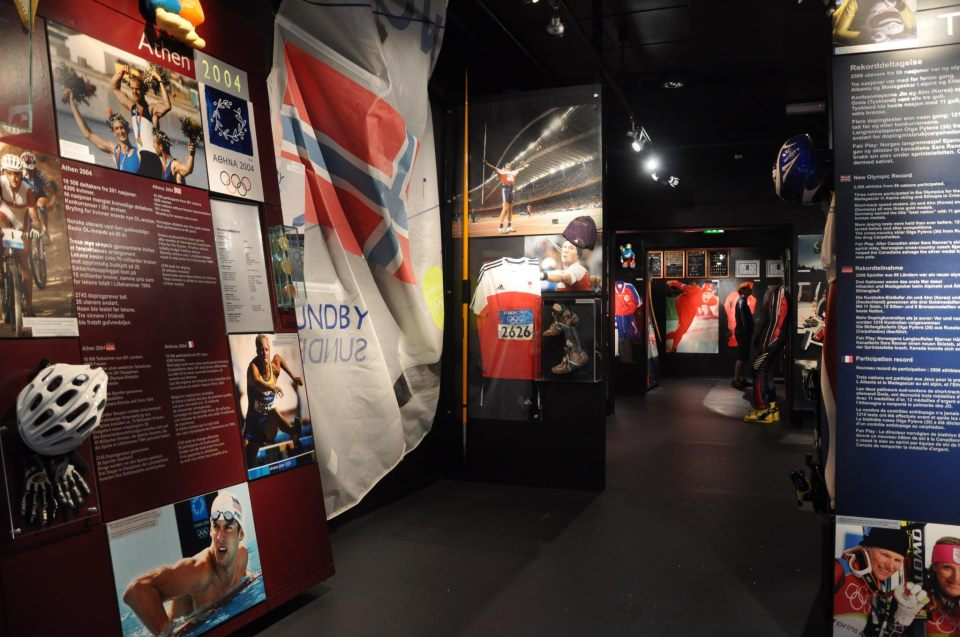
Norwegisches Olympisches Museum, Ausstellung bis 2015

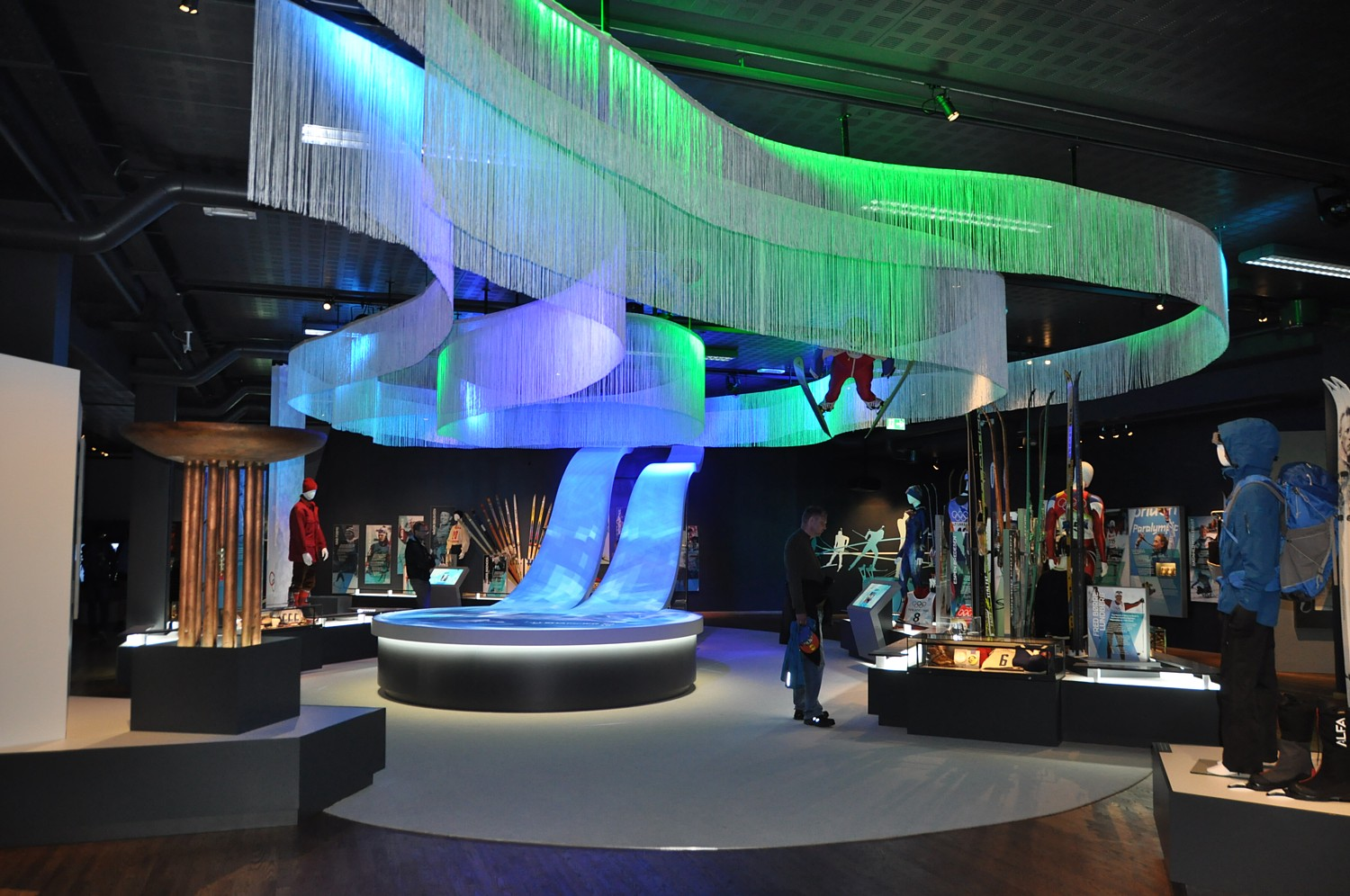
Norwegisches Olympisches Museum Lillehammer, Juli 2016

Das Norwegische Olympische Museum ist ein Sportmuseum in Lillehammer, Norwegen. Das Museum war bis 2016 in der Nähe des Lysgårdsbakken in der Håkons Hall untergebracht und ist seit dem 12. Februar 2016 ein Teil des Freilichtmuseums Maihaugen.
Es ist das einzige Museum in Nordeuropa, das die komplette Geschichte der Olympischen Spiele von der Antike bis zur Gegenwart umfasst. Neben der historischen Abteilung mit Filmen und Exponaten verschiedener Sommer- und Winterspiele und einer Spezialausstellung zu den XVII. Olympischen Winterspielen 1994 in Lillehammer, beinhaltet das Museum auch die Ehrengalerie des norwegischen Sports.
In den neu konzipierten Ausstellungen wird anhand vieler originaler Ausstellungsstücke wie z. B. Sportgeräten, Ausrüstungsgegenständen, Medaillen und Bekleidung die olympische Geschichte anschaulich dargestellt. Die Sammlung des Museums umfasst etwa 6000 Gegenstände. Unterstützt wird die Präsentation durch viele historische Film- und Tonaufnahmen, Fotos, mehrsprachige Texte, sowie auch interaktive Elemente. Die sportlichen Ereignisse der Olympischen Spiele werden in einen sozialen und politischen Kontext eingebettet. Neben einer beeindruckenden Medaillensammlung, mit unter anderem allen originalen Medaillen des erfolgreichsten Alpinisten aller Zeiten, Kjetil André Aamodt, zeigt das Museum auch eine umfangreiche Sammlung von originalen Fackeln der olympischen Fackelläufe der verschiedenen Spiele.
Das Museum wurde am 27. November 1997 durch König Harald V. und Königin Sonja von Norwegen in der Håkonshalle eröffnet. Es war ein Bestandteil des Nachgebrauchskonzeptes für die Olympischen Winterspiele in Lillehammer. Der Bau, sowie die Sammlungsbeschaffung, wurden mit 18 Millionen Norwegischen Kronen aus dem Nachgebrauchsfond der Spiele finanziert. Am 12. Februar 2016 wurde das Museum im Hauptgebäude des Freilichtmuseums Maihaugen neu eröffnet.
Das Norwegische Olympische Museum hat den Status des nationalen Museums für Sport in Norwegen inne. Gemeinsam mit den Museen Maihaugen, Aulestad, Bjerkebæk und dem Norwegischen Postmuseum ist das Norwegische Olympische Museum Teil des konsolidierten Lillehammer museum.